# IC 2352
IC 2352 је појединачна звијезда у сазвјежђу Рак која се налази на листи објеката дубоког неба у Индекс каталогу.
Деклинација објекта је + 19° 36' 8" а ректасцензија 8h 24m 40,0s.